# Moose Factory

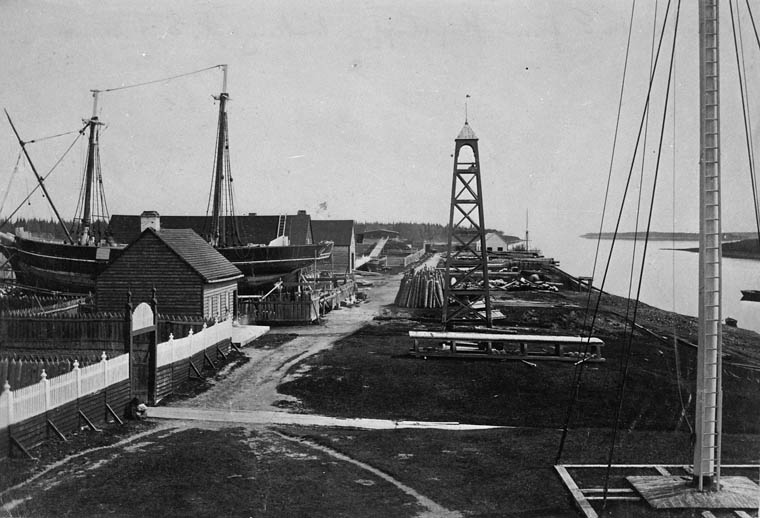
Moose Factory, circa 1868–1870

Moose Factory ist eine Stadt im Cochrane District, Ontario, Kanada. Sie liegt auf Moose Factory Island, nahe der Mündung des Moose Rivers am südlichen Ende der James Bay. Moose Factory ist per Wassertaxi mit dem nahegelegenen Moosonee verbunden.